# Почтовые марки России (2001)

Почтовые марки России (2001) — каталог знаков почтовой оплаты (марок, блоков, листов), введённых в обращение «Почтой России» в 2001 году.
Всего в этом году было выпущено 74 почтовые марки, 7 почтовых блоков и 10 малых листов.

## Список коммеморативных марок
Порядок следования элементов в таблице соответствует номеру по каталогу марок России на официальном сайте издатцентра «Марка», в скобках приведены номера по каталогу «Михель».
| № | Изображение | Описание | Номинал                       | Дата        | Тираж           | Художник                   | П      |
| --- | ----------- | --- | ----------------------------- | ----------- | --------------- | -------------------------- | ------ |
| № 645 (Mi #877) № 646 (Mi #878) № 647 (Mi #879) № 648 (Mi #880) № 649 (Mi #881) |             | Россия. Регионы: - Республика Дагестан. Горец с верховой лошадью на фоне горного пейзажа, изделия из металла народных мастеров из поселка Кубачи на фоне орнамента. - Кабардино-Балкарская Республика. Монумент в честь 400-летия добровольного вхождения Кабарды в состав России (1957) в Нальчике, узоры орнамента. - Республика Коми. Пейзаж в верховьях Печоры — главной реки республики, узоры орнамента и голова оленя — изделие декоративно-прикладного искусства (навершие жезла, 1-е — начало 2-го тыс. н.э.). - Самарская область. Меловые горы у села Новодевичье в северной части Самарской Луки — излучины реки Волги, огибающей с востока Жигулёвские горы, монумент «Самарская ладья» в Самаре, автомобиль «Жигули» (Волжский автомобильный завод, г. Тольятти). - Читинская область. Вид на долину реки Ингода в Забайкалье, Церковь декабристов, рододендрон даурский — представитель флоры Восточной Сибири. | 3.00 руб.                     | 10 января   | 250 000         | Бейлин В.                  | [ 3 ]  |
| № 650 (Mi #882) № 651 (Mi #883) № 652 (Mi #884) № 650—652 (Mi #882—884BL35) |             | 300-летие военно-морского образования в России. Флаги военно-морских учебных заведений России различных эпох, тяжелый авианесущий крейсер «Адмирал Кузнецов»: - Москва. Школа математических и навигацких наук (Сухарева башня). Чертёж корабля «Гото Предестинация», в разработке проекта которого участвовал Пётр I. - Русские географические экспедиции. Шлюпы «Восток» и «Мирный» русской кругосветной антарктической экспедиции, во время которой была открыта Антарктида. - Санкт-Петербург. Военно-морской институт. Памятник (1873) И. Ф. Крузенштерну, адмиралу, директору Морского корпуса (1827—1842 гг.). | 1.50 2.00 8.00 руб.           | 10 января   | 300 000         | Федулов А.                 | [ 4 ]  |
| № 657 (Mi #889) № 658 (Mi #890) № 659 (Mi #891) № 660 (Mi #892) № 661 (Mi #893) № 657—661 (Mi #889—893) (Mi #889—893BL36) |             | Тюльпаны: - Тюльпан хиберния (Hibernia). Текст — «С днем рождения!». - Тюльпан принцесса ирена (Princess Irene). Текст — «Будьте счастливы!». - Тюльпан свит гармони (Sweet Нarmoni). Текст — «Поздравляем!». - Тюльпан флемминг паррот (Flaming Parrot). Текст — «Желаем удачи!». - Тюльпан канопус (Canopus). Текст — «С любовью!». | 2.00 руб.                     | 2 февраля   | 600 000 80 000  | Зобнина О.                 | [ 5 ]  |
| № 662 (Mi #894) № 663 (Mi #895) № 662—663 (Mi #894—895) (Mi #894—895KB) |             | 300-летие со дня рождения А. М. Матвеева (1701—1739). Автопортрет: - А. М. Матвеев. Портрет И. А. Голицина (1728). - А. М. Матвеев. Портрет А. П. Голициной (1728). | 3.00 руб.                     | 15 февраля  | 350 000         | Плетнев А.                 | [ 6 ]  |
| № 664 (Mi #896) № 665 (Mi #897) № 664—665 (Mi #896—897) (Mi #896—897KB) |             | 225-летие со дня рождения В. А. Тропинина (1776-1857). Автопортрет: - В. А. Тропинин. Портрет П. А. Булахова (1823). - В. А. Тропинин. Портрет Е. И. Карзинкиной (1838). | 3.00 руб.                     | 15 февраля  | 350 000         | Плетнев А.                 | [ 7 ]  |
| № 666 (Mi #898) № 667 (Mi #899) № 668 (Mi #900) № 669 (Mi #901) № 670 (Mi #902) № 666—670 (Mi #898—901BL37) |             | К 300-летию Санкт-Петербурга. Рисунок по гравюре А. Ф. Зубова «Панорама Петербурга» (1716): - Б. Патерсен. «Сенатская площадь и памятник Петру I» (1799, Государственный Эрмитаж). - Б. Патерсен. «Английская набережная у Сената» (1801, Государственный Эрмитаж). - Б. Патерсен. «Михайловский замок с набережной Фонтанки» (1801, Государственный Эрмитаж). - А. Е. Мартынов. «Вид Мойки у здания Конюшенного ведомства» (1809, Государственный Эрмитаж). - К. П. Беггров. «Вид на Неву со стороны Петропавловской крепости» (XIX в., Государственная Третьяковская галерея). | 1.00 2.00 3.00 4.00 5.00 руб. | 15 марта    | 400 000 80 000  | Арцименев Ю.               | [ 8 ]  |
| № 671 (Mi #903) № 672 (Mi #904) № 673 (Mi #905) № 674 (Mi #906) № 675 (Mi #907) № 671—675 (Mi #903—907) |             | Стрекозы: - Огнетелка (Pyrrhosoma numphula Sulz.). - Стрекоза двупятнистая (Epitheca bimaculata Charp.). - Коромысло большое (Aeschna grandis L.). - Стрекоза плоская (Libellula depressa L.). - Стрелка копьеносная (Coenagrion hastulatum Charp.). | 1.00 1.50 2.00 3.00 5.00 руб. | 5 марта     | 350 000         | Козлов И.                  | [ 9 ]  |
| № 676 (Mi #908) № 677 (Mi #909) № 676—677 (Mi #908—909) (Mi #908—909KB) |             | 40-летие первого в мире полета человека в космос. Символическое изображение космического пространства, встреча лётчика-космонавта СССР Ю. А. Гагарина москвичами на Ленинском проспекте, эпизоды встреч во время поездок Ю. А. Гагарина по зарубежным странам, полосы газет, посвященных первому в мире полету человека в космос: - Летчик-космонавт СССР Ю. А. Гагарин (1934—1968) и конструктор космических кораблей С. П. Королёв (1906 (1907)—1966) на космодроме Байконур перед стартом на фоне космического корабля «Восток». - Ю. А. Гагарин рапортует об успешном завершении космического полета, спускаемый аппарат корабля «Восток» после приземления. | 3.00 руб.                     | 12 апреля   | 350 000 70 000  | Керносов А.                | [ 10 ] |
| № 678 (Mi #910) (Mi #910KB) |             | «Европа-2000». Вода — природное богатство. Озеро Байкал. Прибрежный пейзаж озера. Побережье острова Ольхон, схематическое очертание озера Байкал, представители фауны Байкала: чайка, байкальская нерпа и байкальский омуль. | 8.00 руб.                     | 9 мая       | 300 000 80 000  | Батов А. Волков С.         | [ 11 ] |
| № 679 (Mi #911) (Mi #911KD) |             | 75-летие Международной федерации филателии. Эмблема Международной федерации филателии (FIP), основанной в 1926 году в Париже. | 2.50 руб.                     | 17 мая      | 400 000         | Сухарев С.                 | [ 12 ] |
| № 680 (Mi #912) (Mi #912KB) |             | 12 июня — День принятия Декларации о государственном суверенитете Российской Федерации. Государственный герб Российской Федерации на фоне карты России, нижняя часть которой обрамлена лентой, имеющей цвета российского флага. | 5.00 руб.                     | 5 июня      | 250 000         | Арцименев Ю.               | [ 13 ] |
| № 681 (Mi #913) № 683 (Mi #915) № 682 (Mi #914) № 684 (Mi #916) № 681А, 684, 682А (Mi #913, 916, 914BL38) |             | Государственные символы Российской Федерации: - Государственный флаг Российской Федерации. - Государственный герб Российской Федерации. - Государственный гимн Российской Федерации. | 2.50 5.00 100.00 руб.         | 5 июня      | 500 000 100 000 | Московец А.                | [ 14 ] |
| № 685 (Mi #917) № 686 (Mi #918) № 687 (Mi #919) № 688 (Mi #920) № 689 (Mi #921) № 690 (Mi #922) № 691 (Mi #923) № 692 (Mi #924) № 693 (Mi #925) № 694 (Mi #926) № 695 (Mi #927) № 696 (Mi #928) № 697 (Mi #929) № 698 (Mi #930) |             | Культовые сооружения религий и вероисповеданий России: - Успенский собор. 1189 год. Владимир. - Собор Рождества Богородицы. 1405 год. Саввино-Сторожевский монастырь. Звенигород. - Покровский собор Рогожской старообрядческой общины. 1792 год. Москва. - Костёл Непорочного Зачатия Пресвятой Девы Марии. 1911 год. Москва. - Лютеранская церковь святого Петра. 1838 год. Санкт-Петербург. - Молитвенный дом христиан веры евангельской (пятидесятников). 1999 год. Лесосибирск. - Бежицкая церковь «Возрождение» евангельских христиан-баптистов. 1996 год. Брянск. - Церковь христиан-адвентистов седьмого дня. 1996 год. Рязань. - Армянский храм Сурб Хач. 1792 год. Ростов-на-Дону. Хачкар. XIII в. Свято-Данилов монастырь. Москва. - 1-я Соборная мечеть. 1830 год. Уфа. - Сенная мечеть. 1849 год. Казань. - Хоральная синагога. 1891 год. Москва. - Большая хоральная синагога. 1893 год. Санкт-Петербург. - Буддийский Сокшин-дуган. 1976 год. Иволгинский дацан. Улан-Удэ.                                         | 2.50 руб.                     | 12 июля     | 350 000         | Зайцев Л.                  | [ 15 ] |
| № 699 (Mi #931BL39) |             | 150 лет первой в России железнодорожной магистрали Санкт-Петербург — Москва. Скоростной пассажирский электропоезд «Сокол». Проекты крытого перрона Петербургского вокзала и железнодорожной станции (кон. 1-й половины XIX в.) и здания железнодорожных вокзалов в Санкт-Петербурге и Москве. | 12.00 руб.                    | 25 июля     | 250 000         | Жаров А.                   | [ 16 ] |
| № 700 (Mi #932) (Mi #932KB) |             | 40-летие первого продолжительного полета человека в космос, состоявшегося на космическом корабле «Восток-2» 6-7 августа 1961 года. Портрет лётчика-космонавта СССР Германа Степановича Титова (1935—2000) на фоне иллюминатора космического корабля. Г. С. Титов после приземления. | 3.00 руб.                     | 6 августа   | 350 000 85 000  | Керносов А.                | [ 17 ] |
| № 701 (Mi #934) № 702 (Mi #933) № 703 (Mi #937) № 704 (Mi #935) № 705 (Mi #938) № 706 (Mi #940) № 707 (Mi #939) № 708 (Mi #936) № 709 (Mi #941) № 701—709 (Mi #933—941KB)                                                       |             | Популярные актеры российского кино: - Фаина Григорьевна Раневская (1896—1984). Кадр из фильма «Золушка» (1947, Ф. Раневская в роли Мачехи). - Михаил Иванович Жаров (1899—1981). Кадр из фильма «Пётр I» (1937, 1939, М. Жаров в роли Меншикова). - Любовь Петровна Орлова (1902—1975). Кадр из фильма «Цирк» (1936, Л. Орлова в роли Диксон). - Николай Афанасьевич Крючков (1910—1994). Кадр из фильма «Трактористы» (1939, Н. Крючков в роли Ярко). - Юрий Владимирович Никулин (1921—1997). Кадр из фильма «Бриллиантовая рука» (1969, Ю. Никулин в роли Горбункова). - Анатолий Дмитриевич Папанов (1922—1987). Кадр из фильма «Живые и мертвые» (1964, А. Папанов в роли Серпилина). - Евгений Павлович Леонов (1926—1994). Кадр из фильма «Полосатый рейс» (1961, Е. Леонов в роли Шулейкина). - Николай Николаевич Рыбников (1930—1990). Кадр из фильма «Высота» (1957, Н. Рыбников в роли Пасечника). - Андрей Александрович Миронов (1941—1987). Кадр из фильма «Двенадцать стульев» (1977, А. Миронов в роли Бендера). | 2.50 руб.                     | 20 сентября | 300 000 70 000  | Илюхин Б.                  | [ 18 ] |
| № 710 (Mi #942) |             | Иван Лазарев — основатель Лазаревского института восточных языков. Совместный выпуск России и Армении. Портрет Ивана Лазаревича Лазарева (1735—1801) на фоне здания Лазаревского института восточных языков в Москве. Аверс и реверс серебряной медали, которая вручалась успешно закончившим Лазаревский институт (на аверсе — портреты братьев Лазаревых, Ивана и Екима). | 2.50 руб.                     | 26 сентября | 250 000         | Арцименев Ю.               | [ 19 ] |
| № 711 (Mi #943) (Mi #943KB) |             | 2001 год — год диалога между цивилизациями под эгидой Организации Объединенных Наций. Совместный выпуск всех почтовых администраций — членов Всемирного почтового союза. Рисунок, символизирующий диалог между цивилизациями, укрепление дружбы между народами, решение международных проблем экономического характера, соблюдение прав человека и основных свобод для всех. | 5.00 руб.                     | 9 октября   | 720 000 90 000  | Голоб У. Батов А.          | [ 20 ] |
| № 712 (Mi #944) |             | 90-летие со дня рождения Аркадия Исааковича Райкина (1911—1987). | 2.00 руб.                     | 9 октября   | 350 000         | Зайцев Л.                  | [ 21 ] |
| № 713 (Mi #945BL40) |             | 200-летие со дня рождения Владимира Ивановича Даля (1801—1872). Портрет работы В. Г. Перова (1872, Государственная Третьяковская галерея), выдержка из трудов В. И. Даля о значении русского языка, его факсимиле, изображение московского дома («Дом Даля»), в котором жил и работал писатель в 1859—1872 гг. | 10.00 руб.                    | 16 октября  | 250 000         | Арцименев Ю.               | [ 22 ] |
| № 714 (Mi #946) |             | 10-летие Конституционного суда Российской Федерации. Здание Конституционного суда Российской Федерации на фоне Государственного герба России. | 3.00 руб.                     | 1 ноября    | 250 000         | Батов А.                   | [ 23 ] |
| № 715 (Mi #947) |             | 160 лет Сбербанку России. Профиль российского императора Николая I (1796—1855), учредившего в России первые сберегательные кассы. Строки указа Николая I: «…повелеваем учредить сберегательные кассы…». Факсимиле Николая I и дата учреждения сберегательных касс: «12 ноября (30 октября) 1841 г.». Золотая монета достоинством 5 рублей чеканки 1841 года, Зимний дворец — резиденция российских императоров. | 2.20 руб.                     | 2 ноября    | 300 000         | Ульяновский С. Смирнова М. | [ 24 ] |
| № 716 (Mi #948BL41) |             | 60-летие Битвы под Москвой. Спасская башня Московского Кремля и колонны войск на военном параде на Красной площади 7 ноября 1941 года. | 10.00 руб.                    | 15 ноября   | 250 000         | Московец А.                | [ 25 ] |
| № 717 (Mi #949) (Mi #949KB) |             | 10-летие образования Содружества Независимых Государств. Совместный выпуск стран СНГ. Эмблема СНГ. | 2.00 руб.                     | 28 ноября   | 250 000         | Комаров И.                 | [ 26 ] |
| № 718 (Mi #950) (Mi #950KB) |             | С Новым годом! Дед Мороз на русской тройке. | 2.50 руб.                     | 4 декабря   | 500 000 80 000  | Сухарев С.                 | [ 27 ] |

## Третий выпуск стандартных марок
Порядок следования элементов в таблице соответствует номеру по каталогу марок России на официальном сайте издатцентра «Марка», в скобках приведены номера по каталогу «Михель».
| №                                                               | Изображение | Описание | Номинал                       | Дата      | Тираж     | Художник     | П      |
| --------------------------------------------------------------- | ----------- | --- | ----------------------------- | --------- | --------- | ------------ | ------ |
| № 653 (Mi #885) № 654 (Mi #886) № 655 (Mi #887) № 656 (Mi #888) |             | Третий выпуск стандартных почтовых марок Российской Федерации: - Балет. - Художественная гимнастика. - Информационные технологии и коммуникации. - Эмблема Всемирного почтового союза. | 10.00 25.00 50.00 100.00 руб. | 24 января | 1 000 000 | Арцименев Ю. | [ 28 ] |

## Комментарии
1. ↑  Ниже приведён перечень коммеморативных марок (с возможностью сортировки по номиналу, тиражу и дате введения в обращение).
2. ↑  Ниже приведён перечень стандартных марок (с возможностью сортировки по номиналу, тиражу и дате введения в обращение).